# 花畑公園 (足立区)
花畑公園（はなはたこうえん）は、足立区花畑にある区立公園（近隣公園）である。

## 概要
1984年に開園した公園で、園内は大きな広場のほか、じゃぶじゃぶ池、遊具などが整っており、近隣住民などに利用されている。また広場周辺は約120本の桜の木で囲まれており、花見のシーズンは多くの人で賑わう。
また花畑公園の西側は足立区制定50周年を記念して「花畑記念庭園」という回遊式の日本庭園になっており、園内には滝、池、小川、築山等が設けられて、庭園めぐりが出来るようになっている。

また記念庭園内には、「桜花亭」（おうかてい）という集会施設があって日本庭園を眺めながら茶道や琴、生け花などの日本の伝統文化を感じられるような集いを広く事もでき、近隣住民の集会、サークル活動などに広く利用されている。（施設の利用は、事前申込制の上、有料）

## 歴史
1984年9月1日　-　開園

## 主な施設
- 自由広場
- じゃぶじゃぶ池（未就学の幼児が対象。夏期のみ利用可）[2]
- 駐車場
- 回遊式日本庭園（花畑記念庭園）
- 桜花亭（花畑記念庭園内）

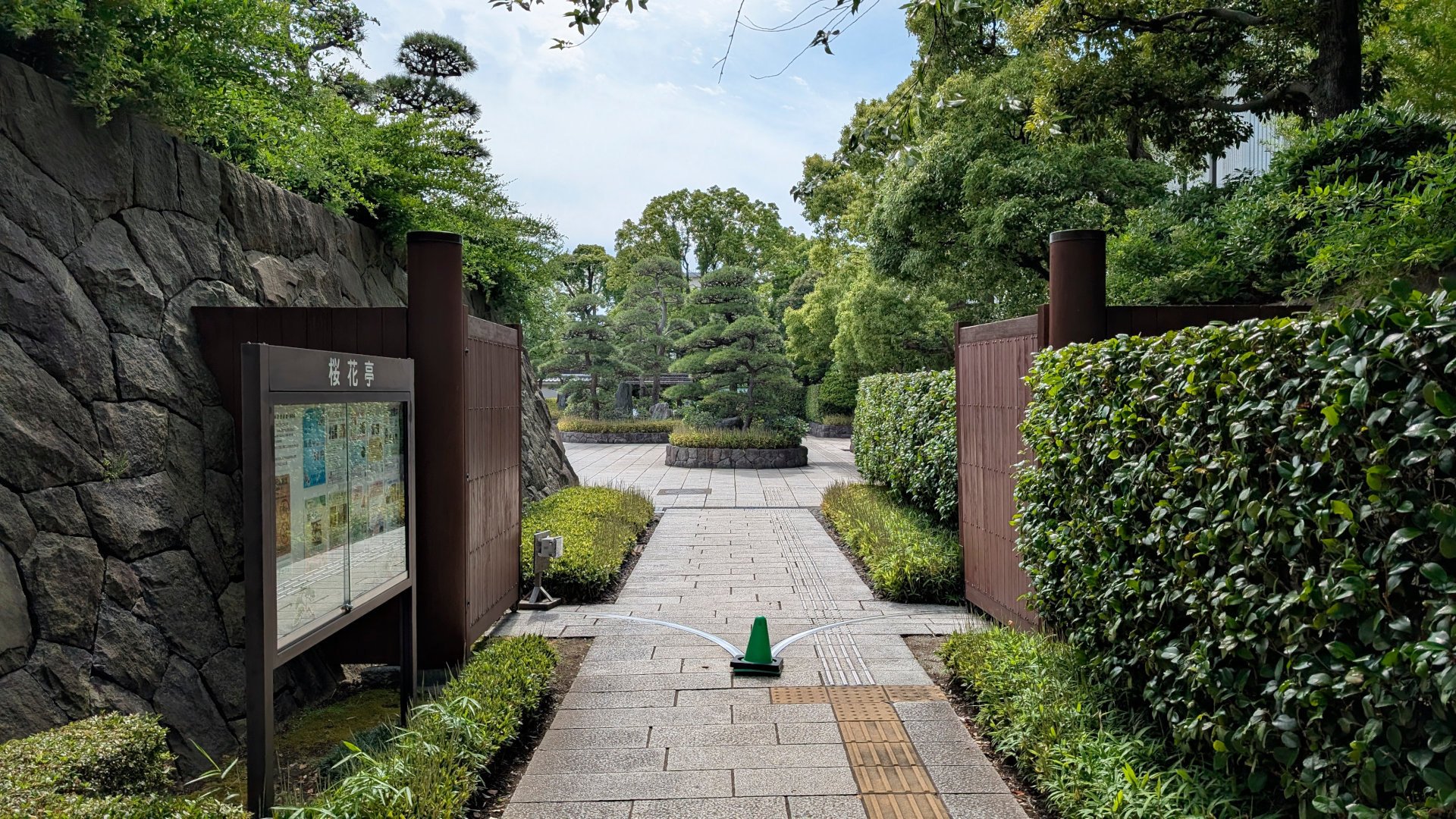
花畑記念庭園・東口
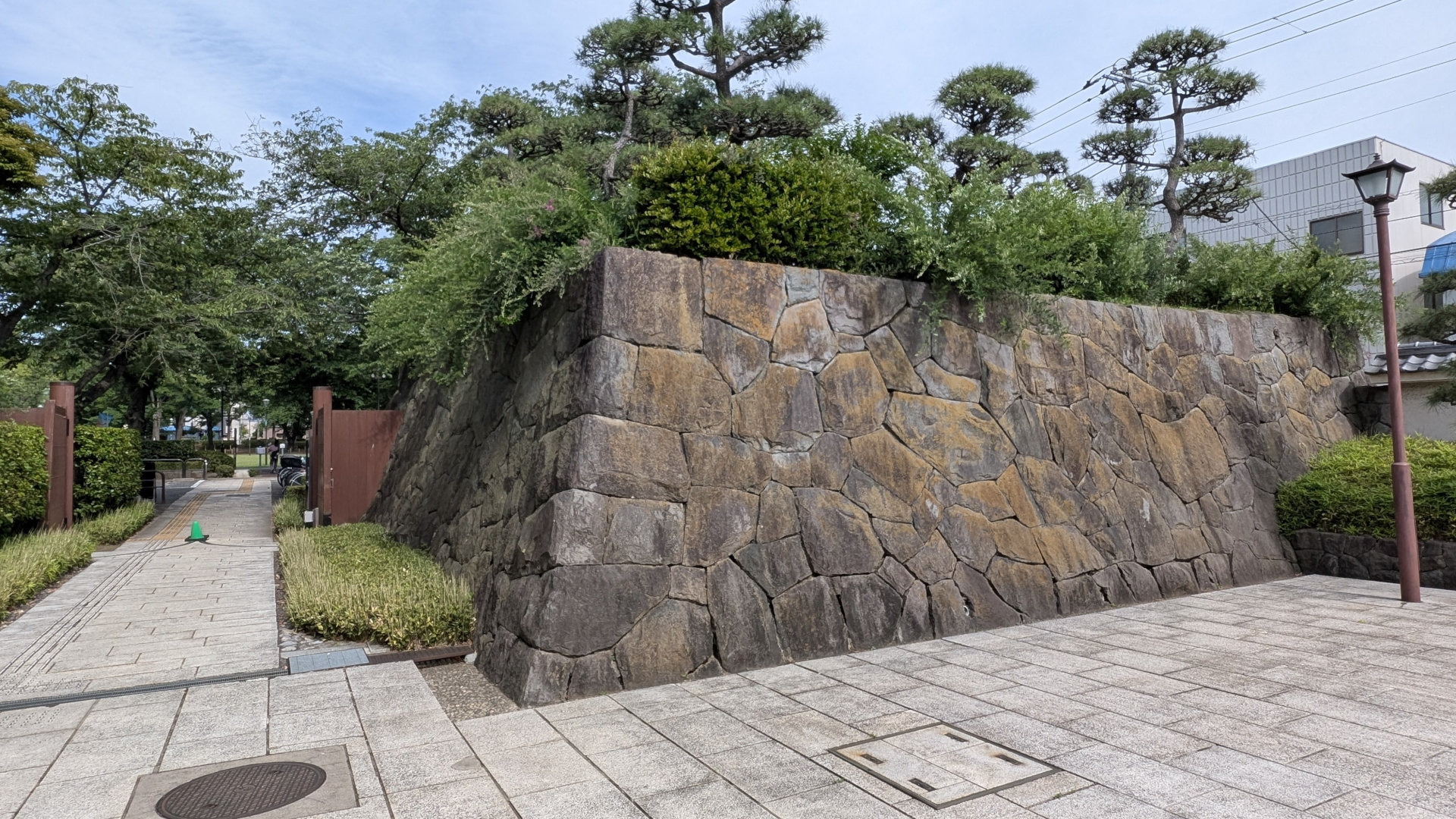
東門横の石組み
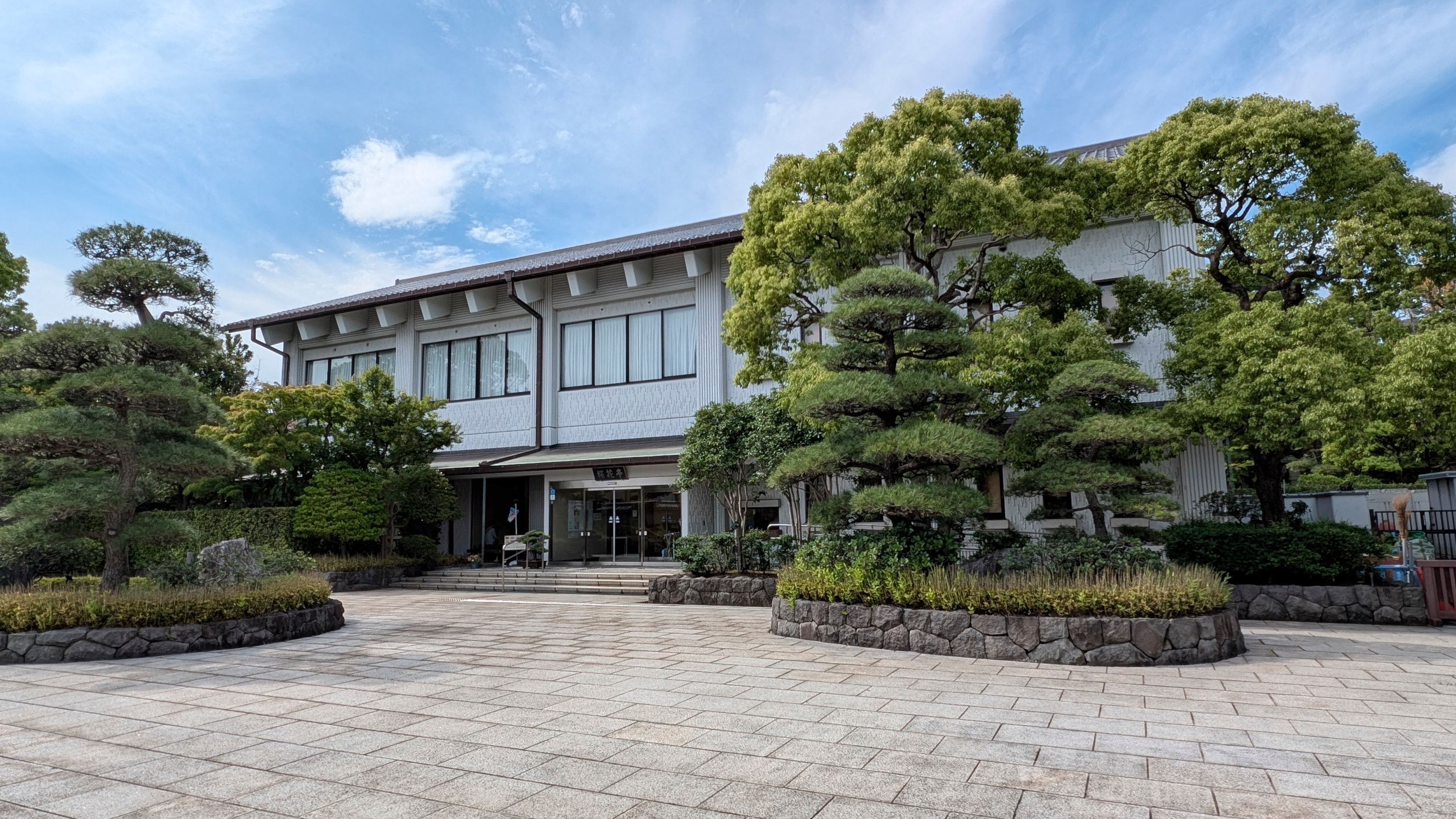
桜花亭正面入口
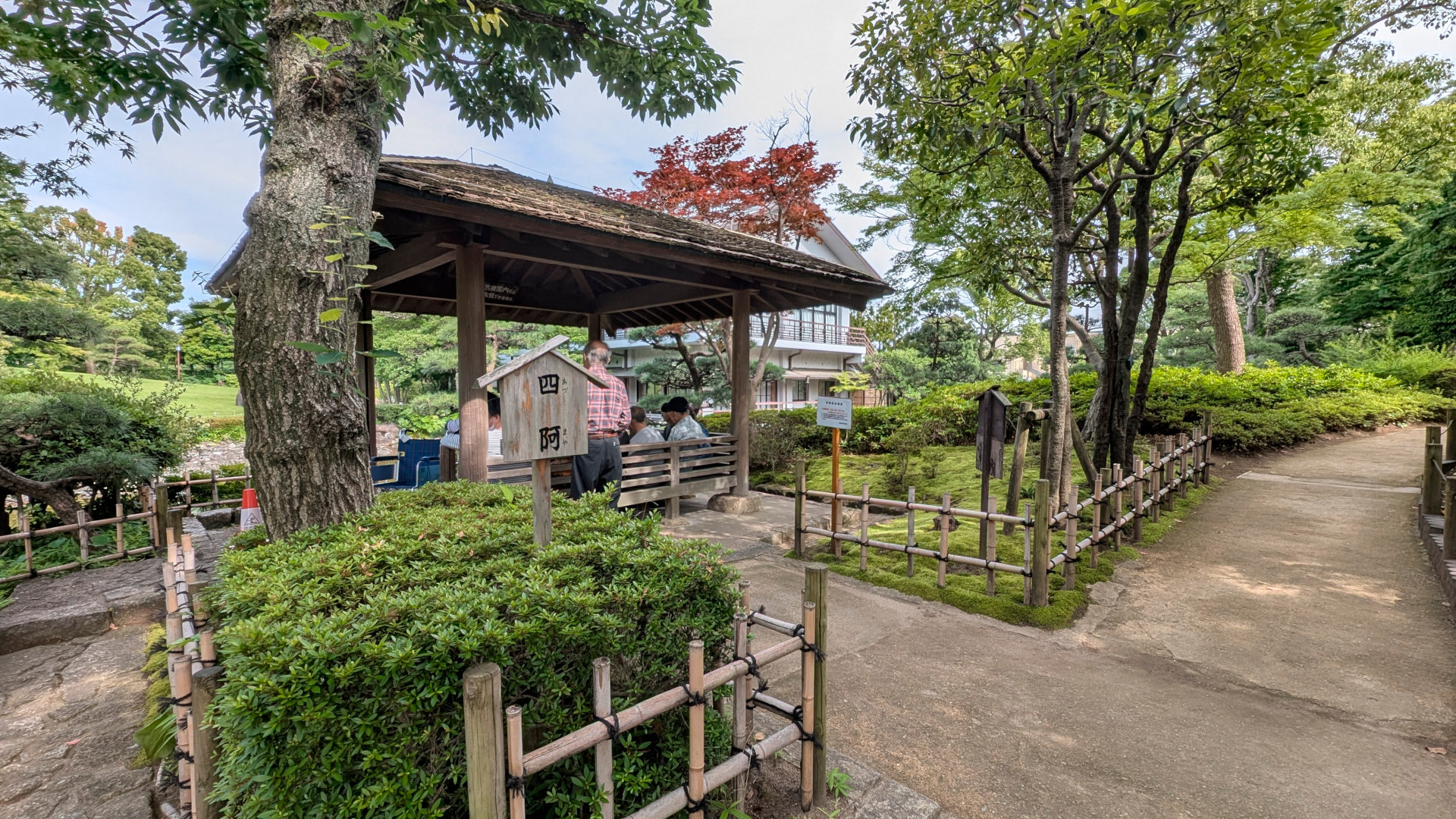
四阿(あづまや)

## 公園の特徴
足立区は「パークで筋トレ」の推進を掲げており、その実践公園が区内初めて「花畑公園」に2009年3月リニューアル誕生した。
公園の中央に位置する「築山」が改修・新設され、緩やかな傾斜角のスロープを登り降りすることで足腰の無理のない鍛錬を可能とした。
ウォーキングコース(公園を一周)には足腰に優しいゴムチップを敷き詰め、公園の北側には健康器具を設置している。
児童向けにはロッククライミング器具を公園の南側に用意し、屋外公園では衛生面で実現が難しいとされた洋式トイレも完備している。

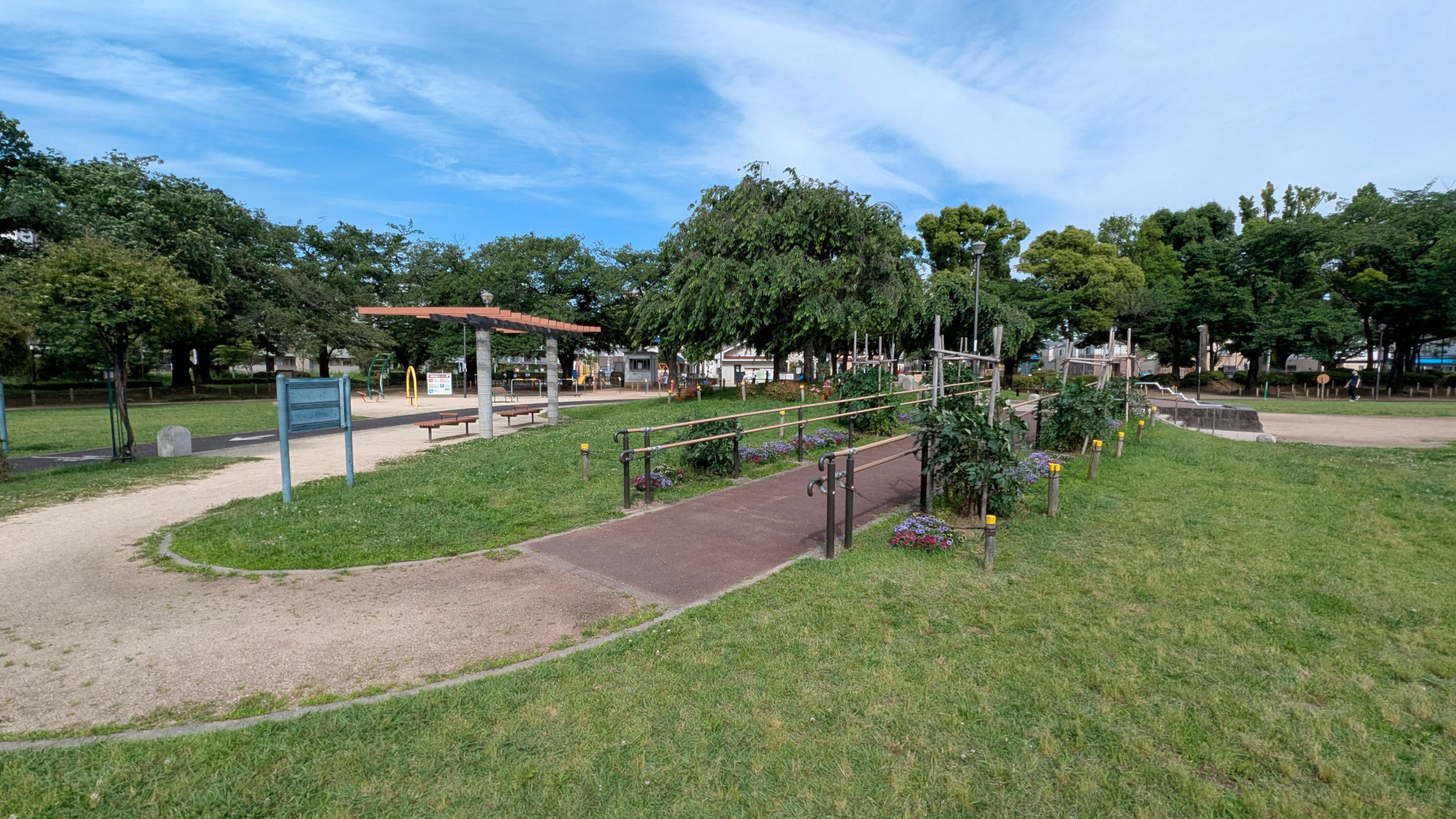
緩やかな傾斜の築山
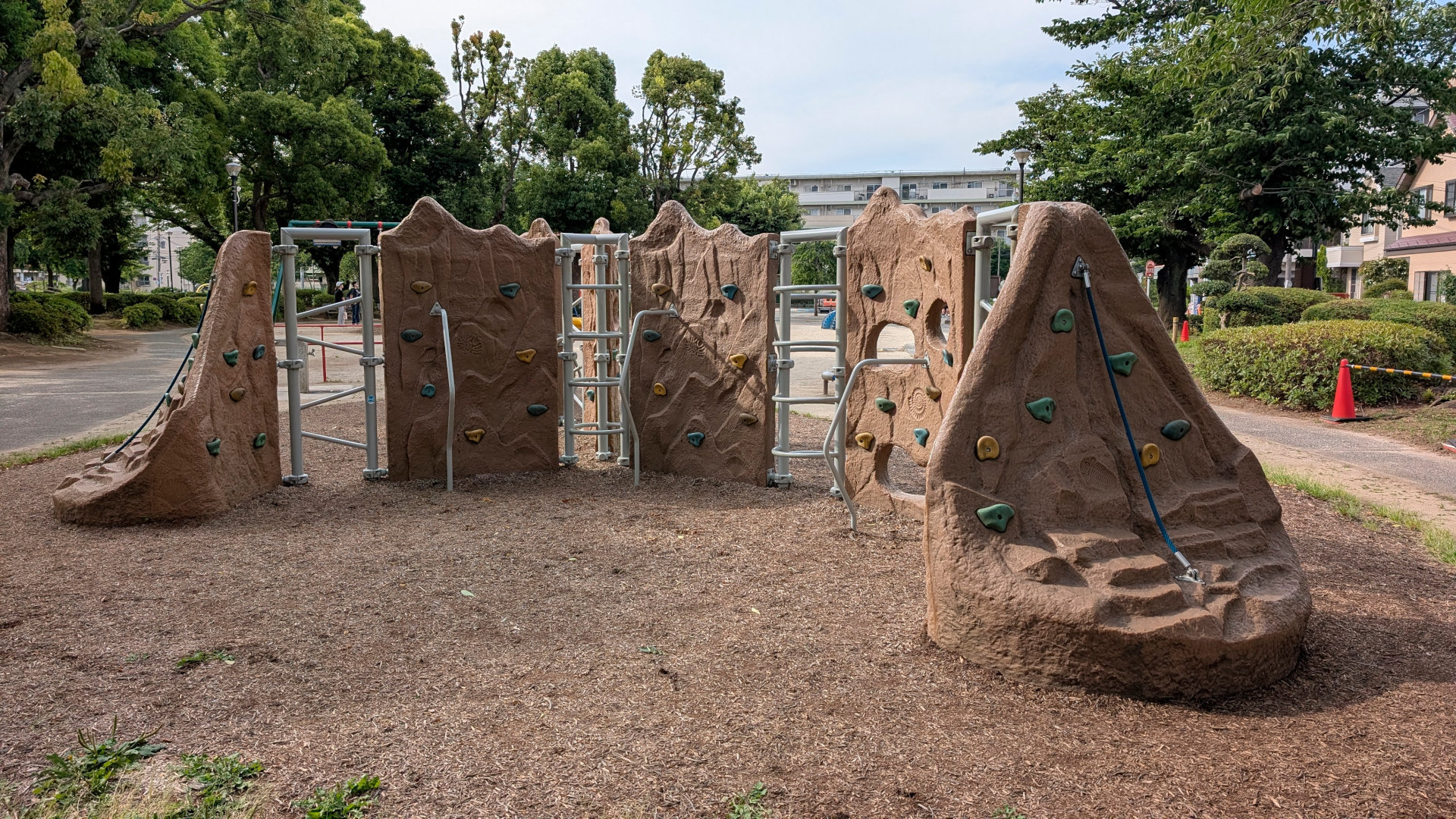
児童向けのロッククライミング器具

## アクセス
- 東武伊勢崎線（東武スカイツリーライン）・竹ノ塚駅より東武バス「花畑団地行」団地入口下車
- 東京メトロ千代田線・綾瀬駅より東武バス「「花畑団地行」花畑四丁目下車
- 首都圏新都市鉄道つくばエクスプレス・六町駅より東武バス「「花畑団地行」花畑四丁目下車

## 利用時間など
- 花畑公園は常時開園。入場無料。
- 花畑記念庭園は、午前9時 - 午後5時まで。入場無料。
- 桜花亭は、午前9時 - 午後9時30分まで　月曜日・年末年始は休館。施設の利用は有料。（詳細は公園事務局へ問い合わせ）